# Scythisch-Siberische wereld

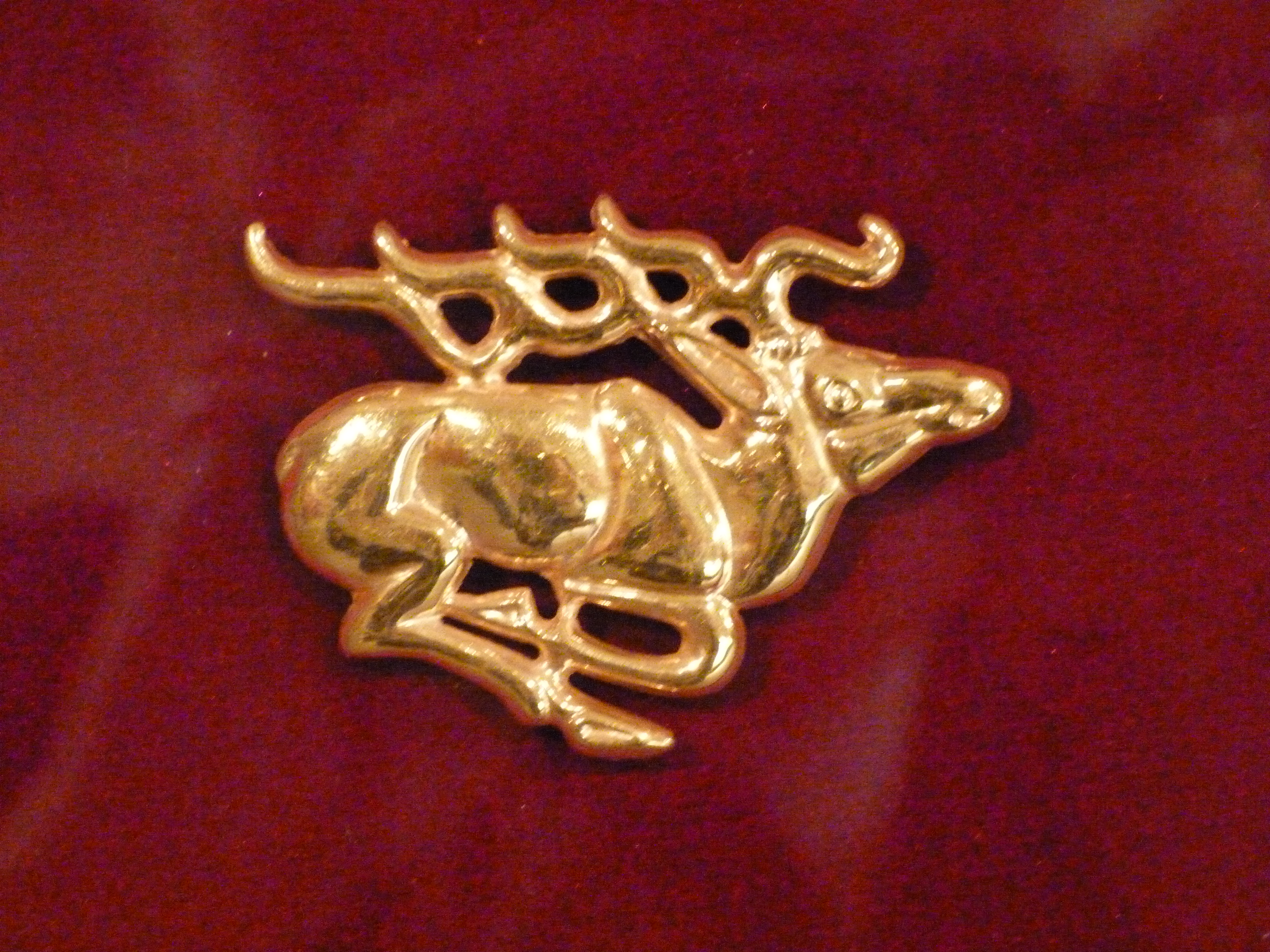
"vliegend" hert uit de Sjilikty-grafheuvel, Kazachstan. karakeristiek voor de Scythisch-Siberische dierstijl

De Scythisch-Siberische wereld was een archeologische horizon die verspreid was over de hele Euraziatische steppe tijdens de ijzertijd (ongeveer 9e eeuw v.Chr. tot 2e eeuw AD). Het omvatte onder andere de Scythische, Sauromatische en Sarmatische culturen van Oost-Europa, de Sakische en Massagetische culturen van Centraal-Azië, en de Aldy-Bel, Pazyryk en Tagar-culturen van Zuid-Siberië.
De vraag hoe verwant deze culturen waren, wordt onder geleerden betwist. De volkeren waren van verschillende oorsprong, en omvatten niet alleen de eigenlijke Scythen, waarnaar de culturen zijn genoemd, maar ook andere volkeren, zoals de Cimmeriërs en meerdere minder bekende volkeren van de bossteppe. 
Van de talen is weinig bekend. De meesten waren waarschijnlijk sprekers van de Scythische tak van de Iraanse talen, maar ze omvatten mogelijk ook sprekers van Samojeedse en Fins-Oegrische talen. Al deze volkeren worden soms gezamenlijk Scythen, Scytho-Siberiërs of vroege ijzertijdnomaden genoemd.
De meerderheid waren nomadische veehouders, een klein deel van de bevolking in de bossteppe waren sedentaire herders-jagers en herders-boeren. 

## Terminologie
Onder de diverse volkeren van de Scythisch-Siberische wereld zijn de Scythen de beroemdste, vanwege de rapporten die over hen zijn gepubliceerd door de 5e-eeuwse Griekse historicus Herodotus. De oude Perzen noemden alle nomaden van de steppe Saka. In moderne tijden wordt de term Scythen soms toegepast op alle volkeren die geassocieerd zijn met de Scythisch-Siberische wereld. Binnen deze terminologie wordt vaak onderscheid gemaakt tussen "westerse" Scythen die op de Pontisch-Kaspische steppe woonden, en "oostelijke" Scythen die op de oostelijke steppe wonen.   De term Scytho-Siberiërs is ook toegepast op alle volkeren die verbonden zijn met de Scythisch-Siberische wereld. De termen vroege nomaden  en nomaden uit de ijzertijd zijn ook gebruikt.  De termen Saka, Sauromates en Scytho-Siberiërs worden soms gebruikt voor de "oostelijke" Scythen die respectievelijk in Centraal-Azië en Zuid-Siberië woonden.  
Door oude auteurs werd de term "Scythen" uiteindelijk toegepast op een breed scala van volkeren die geen enkele relatie hadden met de oorspronkelijke Scythen, zoals Hunnen, Goten, Turken, Avaren, Chazaren en andere nomaden.  
Deze dubbelzinnigheid van de term Scythisch heeft geleid tot veel verwarring in de literatuur.  

## Kenmerken

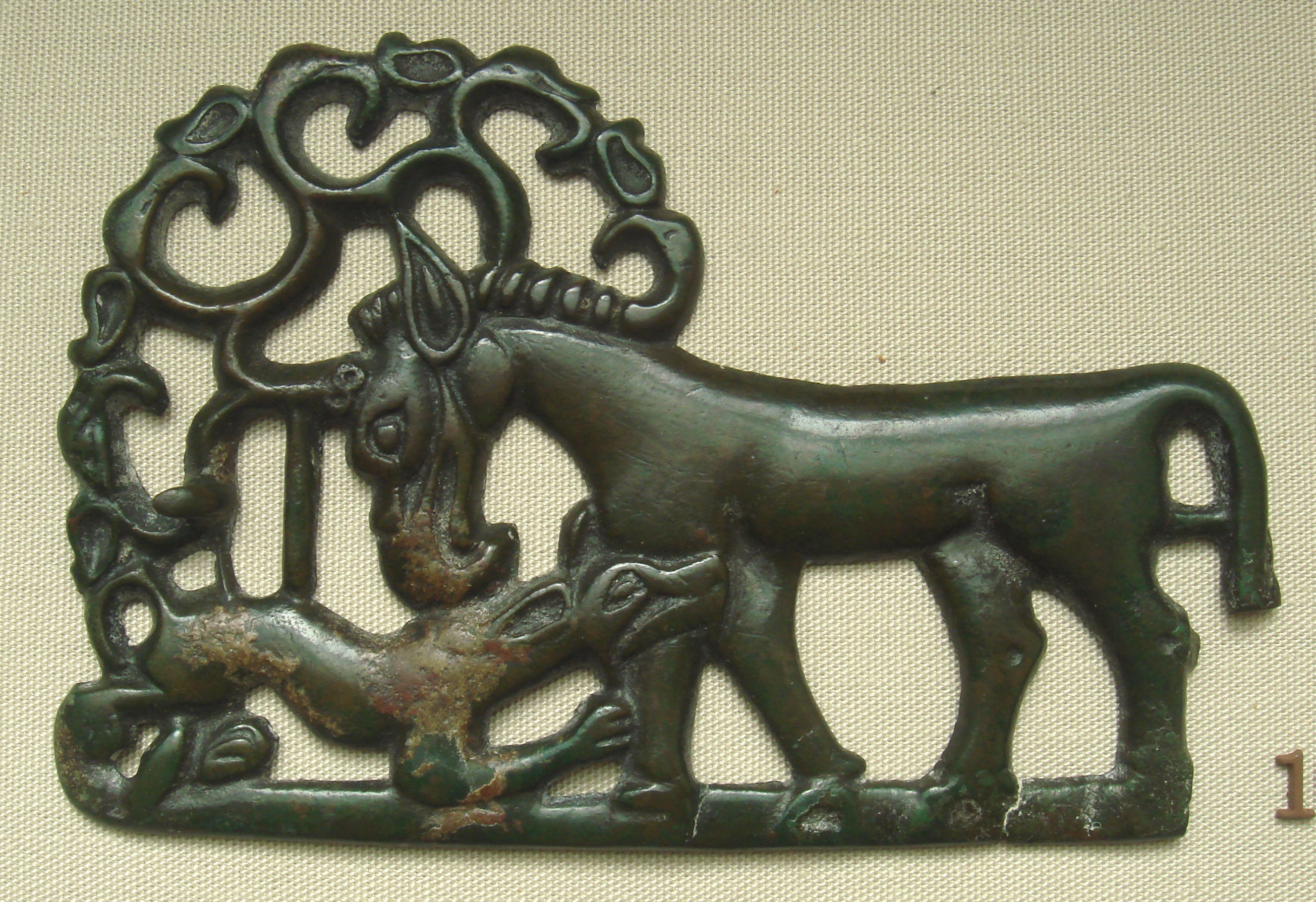
Paard aangevallen door tijger, Ordoscultuur, 4e-1e eeuw v.Chr.. De culturen van de Scythisch-Siberische wereld zijn kenmerkend voor hun kunst, die werd gemaakt in de dierenstijl.

De Scythisch-Siberische wereld werd gekenmerkt door de Scythische triade: 
- vergelijkbare vormen voor hoofdstellen van paarden
- hun wapens, vooral hun duidelijke korte, samengestelde bogen en het Scythische zwaard
- de vormgeving van hun sieraden en versieringen in de karakteristieke Scythisch-Siberische dierenstijl

### Economie
De vertegenwoordigers van de Scythisch-Siberische culturen in de Euraziatische steppe waren nomadische herders. Ze fokten paarden, klein en groot vee. De basis van hun dieet was vlees en zuivelproducten. Men had meestal geen permanente nederzettingen, en leefde voornamelijk in draagbare tenten en wagens. Een klein deel bewoonde de bossteppe, waar Scythisch-Siberische stammen lefden met een ander type landbouw: sedentaire herder-jagers of veehouder-landbouwers, bijvoorbeeld in sommige gebieden van Oost-Europa en de Minoesinskdepressie (Tagarcultuur).
Het belangrijkste economische kenmerk van het Scythische tijdperk was de verspreiding van ijzerbewerkingstechnologie. In de culturen van de Scythisch-Siberische cirkel verspreidde zich dit proces van de vroege centra van ijzerverwerking in de Noordelijke Kaukasus naar het oosten: naar de Oeral en Siberië, en markeerde zo de komst van de vroege ijzertijd naar deze gebieden.

### Maatschappij
De Scythen waren uitstekende ambachtslieden met complexe culturele tradities. Paardenoffers zijn gebruikelijk in Scythische graven, en verschillende van de geofferde paarden waren duidelijk oud en goed verzorgd, wat aangeeft dat het paard een prominente rol speelde in de Scythische samenleving.    
De homogeniteit van patrilineaire afstammingslijnen en de contrasterende diversiteit van matrilineaire afstammingslijnen van monsters van Scythische begraafplaatsen geven aan dat de Scythische samenleving sterk patriarchaal was. 
Talrijke archeologische vondsten hebben onthuld dat de Scythen een oorlogszuchtig leven leidden: hun strijd om territorium moet hevig zijn geweest. De talrijke wapens die in graven zijn geplaatst, zijn een indicatie van een sterk gemilitariseerde samenleving. Scythische oorlogsvoering werd voornamelijk uitgevoerd door middel van bereden boogschieten. Zij waren de eerste grote macht die deze tactiek perfectioneerde. De Scythen ontwikkelden een nieuw, krachtig type boog dat bekend staat als de Scythische boog. Soms vergiftigden ze hun pijlen.

### Fysiek uiterlijk
De Scythen waren lang en krachtig gebouwd, zelfs naar moderne maatstaven. Skeletten van Scythische elites verschillen van die van moderne mensen door hun langere armen en benen en sterkere botvorming. Het gewone volk was gemiddeld 10-15 cm korter dan de elite. 
Hun fysieke kenmerken zijn kenmerkend voor Iraanse volkeren en ondersteunen een gemeenschappelijke oorsprong die wordt aangegeven door het taalkundige bewijs, maar mensen met een gemengd uiterlijk worden ook aangegeven door het archeologische en historische bewijs. 
in het Altaj-gebergte zijn talrijke Oost-Scythische overblijfselen in een uitstekende staat van bewaring gevonden, met behoud van zachte weefsels zoals huid en haar. Uit de Pazyryk-vallei vertonen Scythische overblijfselen een verscheidenheid aan haarkleuren, variërend van zwart tot helder kastanjebruin. Geconserveerd huidweefsel onthult ook dat de oostelijke Scythen tatoeages hadden. Tatoeëren wordt niet verondersteld te zijn beoefend door westerse Scythen.

### Verspreiding
De Scythisch-Siberische wereld strekte zich al snel uit van het Pannonische bekken in het westen tot het Altaj-gebergte in het oosten. Er waren echter aanzienlijke culturele verschillen tussen oost en west. Na verloop van tijd kwamen ze in contact met andere oude beschavingen, zoals Assyrië, Griekenland en Perzië. In het late 1e millennium v.Chr. breidden volkeren die tot de Scythisch-Siberische wereld behoorden zich uit naar Iran (Sistan), India (Indo-Scythen) en het Tarimbekken. 
De Scytho-Siberische culturen beïnvloedden hun buren en werden omgekeerd onderworpen aan de culturele invloed van de volkeren om hen heen. Militair-politieke en economische contacten verbonden de Scythisch-Siberische volkeren met de beschavingen van het oude Griekenland, China, het Nabije Oosten en Centraal-Azië.
Het doordringen van de Scythische cultuur naar het Westen is terug te vinden bij de Illyriërs en Thraciërs, bij de Kelten in Midden-Europa, evenals in de culturen van de Pannonische Vlakte (gebieden van het moderne Bulgarije, Hongarije, Servië, Slowakije, Roemenië en andere). 
In de eerste eeuwen AD kwam het westelijke deel van de Scythisch-Siberische wereld onder druk te staan van de Goten en andere Germaanse volkeren, het oosten kwam onder toenemende druk van de collectief als "Hunnen" benoemde volkeren als de Xiongnu en de opkomende Turkse volkeren. Het einde van de Scythische periode in de archeologie is vastgesteld op ongeveer de 2e eeuw AD.  

## Archeologie en ontstaan

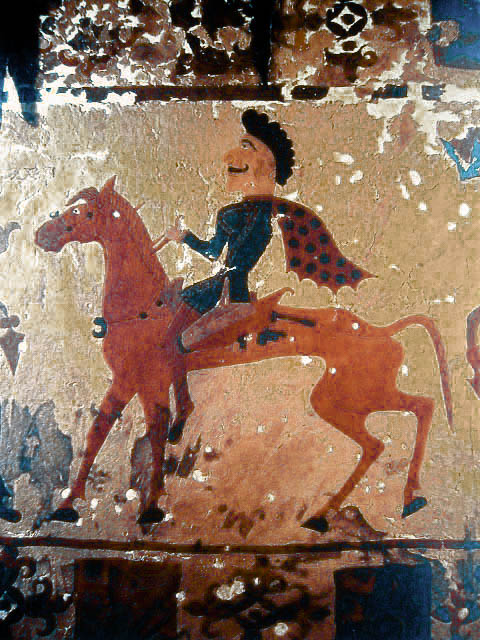
Ruiter uit de Pazyryk-begrafenissen, c. 300 v.Chr., een van de beroemdste archeologische vondsten uit de Scythisch-Siberische wereld. Ruitersport is een van de belangrijkste kenmerken van de Scythisch-Siberische wereld

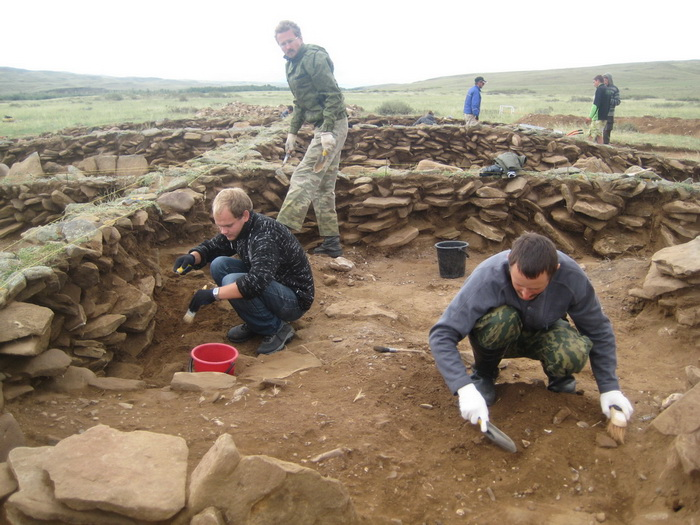
opgraving van een grafheuvel uit het Scythische tijdperk (augustus 2012, Erbek- vallei, Toeva)

De Scythisch-Siberische wereld ontstond op de Euraziatische steppe aan het begin van de ijzertijd in de vroege 1e millennium v.Chr. De oorsprong ervan is al lang een bron van discussie onder archeologen. Men dacht aanvankelijk dat de Pontisch-Kaspische steppe hun oorsprong was, totdat de Sovjet- archeoloog  Aleksej Terenozjkin  een Centraal-Aziatische oorsprong suggereerde.     
De opkomst van de Scythisch-Siberische wereld werd voorafgegaan door de verdroging van de steppezone van Eurazië aan het einde van het 2e - begin van het 1e millennium v.Chr. De factoren van verandering waren klimatologisch, maar antropogene factoren zijn niet uitgesloten: de vermindering van de vegetatie als gevolg van overbevolking en het irrationele gebruik van steppelandschappen. Het belangrijkste economische systeem, pastoraal en agrarisch, sedentair of uitgaande van beperkte mobiliteit, evolueerde geleidelijk naar uitgebreide nomadische veeteelt, met de mogelijkheid van grootschalige en snelle migratie.     
Archeologische en genetische gegevens bevestigden dat de westerse en oostelijke Scythen van het 1e millennium v.Chr. onafhankelijk ontstonden, maar beide zijn gevormd uit een combinatie van een Jamnacultuur-gerelateerde vooroudercomponent uit het gebied van de Europese steppen en een Oost-Aziatische component die het meest overeenkomend met de moderne Noord-Siberische Nganasanen van de beneden-Jenisej. Bovendien lijkt archeologisch bewijs er op te wijzen dat de oorsprong van de Scythisch-Siberische wereld, gekenmerkt door haar grafheuvels en haar dierenstijl uit het 1e millennium v.Chr. eerder te vinden is onder de oostelijke Scythen (zoals de koergan Arzjan 1 in Toeva) dan de westelijke, en elementen van de dierenstijl worden voor het eerst aangetoond in gebieden van de Jenisej en het hedendaagse China in de 10e eeuw v.Chr.  Op basis van deze vondsten is gesuggereerd dat de Scythisch-Siberische wereld in een vroege periode in Zuid-Siberië is ontstaan, en de Scythische manier van leven zich aanvankelijk daar heeft ontwikkeld.
De snelle verspreiding van de Scythisch-Siberische wereld, van de Oost-Scythen tot de West-Scythen, wordt ook bevestigd door een aanzienlijke oost-naar-west genenstroom over de steppen tijdens het 1e millennium v.Chr.
Een aantal onderzoekers verdelen de Scythisch-Siberische wereld in verschillende historische en culturele regio's, met hun eigen kenmerken en chronologie:
1. Steppen en bossteppen van de noordelijke regio van de Zwarte Zee tot de Don-regio en Noordelijke Kaukasus vormen de Scythische cultuur in stricte zin (eigenlijke historische Scythen, evenals nauw verwante volkeren en stammen van andere etniciteiten, maar nauw verwant aan de Scythen).

- De gebieden van de Don tot de Trans-Oeral omvatten de Sauromatische cultuur en de vroege Sarmatische.
- Een deel van het grondgebied van Zuidwest-Siberië, Kazachstan en Centraal-Azië (Zevenstromenland, Pamir, Aralgebied en Tiensjan) vormden de Sakisch-Massagetische-cultuurcirkel (o.a. Tasmolacultuur), welke overeen komt met de stammen van de Saken, Massageten en mogelijk de Issedonen.
- Zuid-Siberië was het gebied van de Oejoekcultuur en Aldy-Belcultuur (Toeva en nabijgelegen gebieden), Tagarcultuur (interfluve van de Ob en Jenisej, Minoesinskdepressie en Koeznetsk-depressie), Pazyrykcultuur (Altajgebergte), etc.
- Een deel van het grondgebied van Noord-China en Mongolië werd bezet door culturen zoals de Ordos, Maoqinggou, enz. (geassocieerd met sommige Wu Hu-stammen).

In de rest van de Euraziatische steppen en in de aangrenzende bos-steppezone leefden vertegenwoordigers van culturen die een andere basis hadden, en vaak een andere richting van economie, met hun eigen tradities in aardewerk en andere gebruiksvoorwerpen, maar niettemin een duidelijke invloed van de culturen van de Scythische wereld toonden. Hieronder kan men culturen met een Scythische uiterlijk onderscheiden, die zo dicht bij de groep van hoofdculturen staan dat hun inventaris eigenlijk niet veel verschilde van de Scythen. Deze omvatten de cultuur van de bossteppe-Scythen, de Milograd- en Ananjinocultuur aan de rand van de Scythische landen in het noorden, in het zuiden de cultuur van de Scythische periode in Oezbekistan, in het oosten de cultuur van de Scythische tijd van Transbaikal. Ook waren er culturen met een eigen begrafenisritueel, grafstructuren, aardewerk en werktuigen, waarin echter ook de invloed van de Scythisch-Siberische dierenstijl en de Scythische vormen van wapens en metalen inventaris zichtbaar is. Dit zijn de Sargatcultuur in de Barabasteppe, de Bolsjeretsjecultuur aan de Ob, en de culturen van de kraj Krasnojarsk en de zuidelijke Angara-regio.
Hoewel de volkeren van de bossteppe deel uitmaakten van de Scythisch-Siberische wereld, is hun oorsprong onduidelijk.  Er zouden vroege Slaven, Balten en Fins-Oegrische volkeren onder hen kunnen zijn geweest.  De gevestigde bevolking van de Scythisch-Siberische wereldgebieden omvatte ook de Thraciërs.